# Episodi di Una famiglia tutto pepe (seconda stagione)
La seconda stagione della serie televisiva Una famiglia tutto pepe è stata trasmessa in anteprima negli Stati Uniti d'America dalla Fox tra il 22 agosto 1991 e il 12 aprile 1992.
| nº | Titolo originale            | Titolo italiano | Prima TV USA      | Prima TV Italia |
| -- | --------------------------- | --------------- | ----------------- | --------------- |
| 1  | Lester X                    |                 | 22 agosto 1991    |                 |
| 2  | Strange Bedfellows          |                 | 12 settembre 1991 |                 |
| 3  | Splendor in the Basement    |                 | 15 settembre 1991 |                 |
| 4  | Yo' House, Mama (Part 1)    |                 | 22 settembre 1991 |                 |
| 5  | Yo' House, Mama (Part 2)    |                 | 29 settembre 1991 |                 |
| 6  | Presumed Guilty             |                 | 6 ottobre 1991    |                 |
| 7  | Not My Sister, Brother      |                 | 20 ottobre 1991   |                 |
| 8  | Brotherly Love              |                 | 3 novembre 1991   |                 |
| 9  | Three for All               |                 | 10 novembre 1991  |                 |
| 10 | Seems Like Old Times        |                 | 8 dicembre 1991   |                 |
| 11 | Broken Home (Part 1)        |                 | 15 dicembre 1991  |                 |
| 12 | Broken Home (Part 2)        |                 | 22 dicembre 1991  |                 |
| 13 | Readin', 'Ritin and Runnin' |                 | 29 dicembre 1991  |                 |
| 14 | Photo Opportunity           |                 | 5 gennaio 1992    |                 |
| 15 | Art Attack                  |                 | 12 gennaio 1992   |                 |
| 16 | The Beat Goes On            |                 | 2 febbraio 1992   |                 |
| 17 | Half a Man                  |                 | 9 febbraio 1992   |                 |
| 18 | In a Flash                  |                 | 16 febbraio 1992  |                 |
| 19 | Affirmative Reaction        |                 | 1º marzo 1992     |                 |
| 20 | Feeling Up!                 |                 | 22 marzo 1992     |                 |
| 21 | Word to the Mother          |                 | 12 aprile 1992    |                 |